# Centralna lekarna, Ljubljana
Poslopje ljubljanske Centralne lekarne je bilo zgrajeno po potresu leta 1895 v neorenesančnem slogu. Stoji ob vzhodnem robu Prešernovega trga med Trubarjevo cesto in Petkovškovim nabrežjem v Ljubljani. Pred njim je Prešernov spomenik.

## Zgodovina
Josip Mayer, ustanovitelj znane ljubljanske lekarniške rodbine, je dal zgraditi dve predmestni hiši, ki sta stali na začetku Trubarjeve ceste. V eni izmed njiju je bila že leta 1809 lekarna Pri zlatem jelenu, ena izmed prvih štirih Lekarn v Ljubljani. Po velikem Ljubljanskem potresu je bilo treba obe predmestni hiši na Trubarjevi cesti porušiti. Načrt za novo stanovanjsko-trgovsko palačo, trenutno stavbo, kjer je Centralna Ljubljanska Lekarna, je narisal arhitekt Ferdinand Hauser, v letih 1896–97, gradilo jo je podjetje Gustava Tönniesa, načrt in izvedbo fasade pa je podpisal Filip Supančič. Stavba je zgrajena v neorenesančnem slogu.

## Arhitektura
Trinadstropna hiša je razdeljena po horizontali na dva dela. Spodnji grobo izdelan pas in zgornji, fineje obdelan. Os stavbe je poudarjena s plitvim srednjim rizalitom, v pritličju obdelanem v rustiki, v zgornjih dveh nadstropjih pa vertikalno razčlenjena s štirimi monumentalnimi stebri. Ti stojijo na balkonu prvega nadstropja, podpirata pa jih po dve konzoli. Stebri so zgoraj zaključeni z jonskimi kapiteli in arhitravom, nad katerim se pne kupolasta streha na tamburju, s tremi ovalnimi okni.
V pritličju so bile na začetku tri obrti: lekarna, kavarna in trgovina s papirjem. Vsaka obrt je imela svojo trgovsko podobo, oblikovano kot leseno kuliso na zidani fasadi.
Okna so v prvem nadstropju postavljena med dva pilastra, ki nosita polkrožno zaključene okenske nadstreške. Napušči nad okni imajo bolj zalomljeno linijo, okenska čela pa imajo štukaturni okras (kartuše, medaljone z rastlinskimi ornamenti, človeškimi glavami in drugo).
Mayerjeva palača je bila ob koncu 19. stoletja ena največjih in najbogatejše oblikovanih zasebnih palač v Ljubljani.